# Schwabstedt
Schwabstedt (en danois: Svavsted) est une ville d'Allemagne située dans la région de Schleswig-Holstein.

## Personnalités liées à la ville
- Nicolaus Bruhns (1665-1697), compositeur né à Schwabstedt.